# Enzo Concina
Enzo Concina (Prato Carnico, 21 giugno 1962) è un allenatore di calcio ed ex calciatore italiano naturalizzato canadese, di ruolo difensore.

## Caratteristiche tecniche
Difensore centrale impiegato prevalentemente nella marcatura a uomo, era particolarmente abile nel gioco aereo, dote che sfruttava anche in fase offensiva.

## Carriera

### Giocatore

#### Club
Nato in Friuli, si trasferisce ancora bambino in Canada, paese di cui acquisisce la nazionalità e dove inizia a giocare a calcio, nell'Italia di Toronto. Tornato in Italia, su segnalazione del giocatore dell'Ascoli Francesco Scorsa, passa al Ravenna, con cui esordisce nel gennaio 1983 totalizzando 16 presenze. Nella stagione successiva si guadagna il posto da titolare, collezionando 33 presenze: non evita la caduta dei giallorossi in Interregionale, e poi viene acquistato dal Cesena, avendo adempiuto all'obbligo di disputare due stagioni in Serie C per i giocatori di passaporto italiano provenienti dall'estero, grazie alla mediazione di Pierluigi Cera. I bianconeri lo girano immediatamente al Pavia, con cui disputa due campionati di Serie C1 culminati con una retrocessione nel 1986. Passa quindi al Piacenza, squadra con cui mette a segno 6 reti nel vittorioso campionato di Serie C1 1986-1987, e disputa due stagioni di Serie B, ottenendo una salvezza (la prima della formazione emiliana nella serie cadetta) e una retrocessione; un serio infortunio al ginocchio nel campionato 1987-1988 gli preclude la possibilità di passare alla Roma di Nils Liedholm.
Nel 1989 viene acquistato dal Monza, con cui disputa il suo terzo campionato cadetto, poi scende nuovamente di categoria: un biennio al Nola, in Serie C1 (con Walter Mazzarri e Mario Somma), e uno spezzone di stagione al Forlì, condizionato nel finale da un'operazione alla caviglia. Al termine della stagione va a giocare in Canada, nell'Montréal Impact, con cui vince un campionato nel 1994 battendo in finale i Colorado Foxes. Tornato in Italia, conclude la carriera nel Broni (Eccellenza) e nella Frassati, in Promozione lombarda.
In carriera ha totalizzato complessivamente 62 presenze ed una rete in Serie B.

### Nazionale
Grazie al doppio passaporto (italiano e canadese), viene convocato nelle file della Nazionale nordamericana, dopo aver militato anche nella selezione giovanile di quel paese. Esordisce nel luglio 1988, nell'amichevole con la Polonia, e proprio in quella partita il difensore realizza anche il gol della bandiera della sua Nazionale, battuta per 2-1. Nell'anno successivo colleziona un'altra presenza, e non viene più convocato fino al 1993, quando torna in Nazionale in vista della Gold Cup. Durante la competizione disputa le sue due ultime partite con la maglia canadese, contro Martinica e Messico.
Con una rappresentativa canadese non ufficiale ha partecipato anche all'edizione 1989 dei Giochi della Francofonia, disputando 4 partite.

### Allenatore
Dopo il ritiro abbandona per alcuni anni il mondo del calcio. Il 10 luglio 2010 entra nello staff tecnico del Napoli, come assistente tattico di Walter Mazzarri. Nel 2013 segue Mazzarri all'Inter, con l'incarico di osservatore e nel gennaio 2014 passa al D.C. United come allenatore in seconda.
Nel gennaio 2015 cambia squadra e viene assunto come allenatore in seconda dell'Montréal Impact.
Stabilitosi a Piacenza sin dagli anni Novanta, nel luglio 2021 diventa direttore generale della Libertas, formazione dilettantistica locale.

## Statistiche

### Presenze e reti nei club
| Stagione        | Squadra         | Campionato      | Campionato | Campionato | Coppe nazionali | Coppe nazionali | Coppe nazionali | Totale | Totale |
| Stagione        | Squadra         | Comp            | Pres       | Reti       | Comp            | Pres            | Reti            | Pres   | Reti   |
| --------------- | --------------- | --------------- | ---------- | ---------- | --------------- | --------------- | --------------- | ------ | ------ |
| 1984-1985       | Pavia           | C1              | 24         | 0          | CI-C            | ?               | ?               | 24+    | 0+     |
| 1985-1986       | Pavia           | C1              | 31         | 1          | CI-C            | ?               | ?               | 31+    | 1+     |
| Totale Piacenza | Totale Piacenza | Totale Piacenza | 55         | 1          |                 | ?               | ?               | 55+    | 1+     |
| 1986-1987       | Piacenza        | C1              | 32         | 6          | CI+CI-C         | 5+4             | 0+0             | 41     | 6      |
| 1987-1988       | Piacenza        | B               | 15         | 0          | CI              | 4               | 0               | 19     | 0      |
| 1988-1989       | Piacenza        | B               | 21         | 0          | CI              | 5               | 0               | 26     | 0      |
| Totale Piacenza | Totale Piacenza | Totale Piacenza | 68         | 6          |                 | 18              | 0               | 86     | 6      |
| 1989-1990       | Monza           | B               | 26+1       | 1+0        | CI              | 0               | 0               | 27     | 0      |
| 1990-1991       | Nola            | C1              | 23+1       | 3+1        | CI-C            | 0               | 0               | 24     | 4      |
| 1991-1992       | Nola            | C1              | 24         | 0          | CI-C            | 7               | 0               | 31     | 0      |
| Totale Nola     | Totale Nola     | Totale Nola     | 48         | 4          |                 | 7               | 0               | 55     | 4      |

### Cronologia presenze e reti in nazionale
| Cronologia completa delle presenze e delle reti in nazionale ― Canada | Cronologia completa delle presenze e delle reti in nazionale ― Canada | Cronologia completa delle presenze e delle reti in nazionale ― Canada | Cronologia completa delle presenze e delle reti in nazionale ― Canada | Cronologia completa delle presenze e delle reti in nazionale ― Canada | Cronologia completa delle presenze e delle reti in nazionale ― Canada | Cronologia completa delle presenze e delle reti in nazionale ― Canada | Cronologia completa delle presenze e delle reti in nazionale ― Canada |
| Data                                                                  | Città                                                                 | In casa                                                               | Risultato                                                             | Ospiti                                                                | Competizione                                                          | Reti                                                                  | Note                                                                  |
| --------------------------------------------------------------------- | --------------------------------------------------------------------- | --------------------------------------------------------------------- | --------------------------------------------------------------------- | --------------------------------------------------------------------- | --------------------------------------------------------------------- | --------------------------------------------------------------------- | --------------------------------------------------------------------- |
| 15-7-1988                                                             | Toronto                                                               | Canada                                                                | 1 – 2                                                                 | Polonia                                                               | Amichevole                                                            | 1                                                                     |                                                                       |
| 8-6-1989                                                              | Ottawa                                                                | Canada                                                                | 1 – 2                                                                 | Belgio                                                                | Amichevole                                                            | -                                                                     |                                                                       |
| 15-7-1993                                                             | Città del Messico                                                     | Martinica                                                             | 2 – 2                                                                 | Canada                                                                | Gold Cup 1993 - 1º turno                                              | -                                                                     |                                                                       |
| 18-7-1993                                                             | Città del Messico                                                     | Messico                                                               | 8 – 0                                                                 | Canada                                                                | Gold Cup 1993 - 1º turno                                              | -                                                                     | 46’                                                                   |
| Totale                                                                |                                                                       | Presenze                                                              | 4                                                                     |                                                                       | Reti                                                                  | 0                                                                     |                                                                       |

## Palmarès

### Calciatore
- American Professional Soccer League: 1

Impact de Montréal: 1994
- Campionato italiano Serie C1: 1

Piacenza: 1986-1987 (Girone A)